# Rumiancewo (stacja kolejowa)
Rumiancewo (ros. Румянцево) – stacja kolejowa w miejscowości Rumiancewo, w rejonie istrińskim, w obwodzie moskiewskim, w Rosji. Położona jest na linii Moskwa – Siebież.

## Historia
Stacja powstała na początku XX w. na linii moskiewsko-windawskiej pomiędzy stacjami Nowoijerusał i Lesodołgorukowo.